# Bela Vista do Araguaia
Bela Vista do Araguaia is een district in de gemeente Floresta do Araguaia in de Braziliaanse deelstaat Pará gelegen aan de Araguaia. Het district telt 927 inwoners (schatting 2009).